# Grand Prix de Hannut
Le Grand Prix de Hannut, appelé aussi Grand Prix du Printemps, est une ancienne course cycliste belge, disputée de 1967 à 2000 à Hannut en région wallonne dans la province de Liège, en Hesbaye.
Un critérium, portant le même nom, fut disputé à Hannut, de 1894 à 1960, préfigurant ce Grand Prix de professionnels. 

## Palmarès
| Année | Vainqueur              | Deuxième               | Troisième               |
| ----- | ---------------------- | ---------------------- | ----------------------- |
| 1967  | Jean-Baptiste Claes    | Émile Bodart           | Carmine Preziosi        |
| 1968  | Herman Vrancken (nl)   | Henri Pauwels          | Roger Blockx            |
| 1969  | Albert Van Vlierberghe | Eddy Peelman           | Willy Donie             |
| 1970  | Roger Swerts           | Georges Van Coningsloo | Willy Moonen            |
| 1971  | Albert Van Vlierberghe | Frans Mintjens         | Tino Tabak              |
| 1972  | Albert Van Vlierberghe | Eddy Verstraeten       | Ludo Van Der Linden     |
| 1973  | Tony Gakens            | Christian Callens (nl) | Herman Vrijders         |
| 1974  | Eddy Verstraeten       | André Dierickx         | Émile Bodart            |
| 1975  | Roger Loysch           | Ludo Van Staeyen       | Walter Planckaert       |
| 1976  | Jos Gysemans           | Willy In 't Ven        | Roger Swerts            |
| 1977  | Willem Peeters         | Alfons De Bal          | René Wuyckens           |
| 1978  | Gustaaf Van Roosbroeck | Marc Renier            | Alfons De Bal           |
| 1979  | Roger Rosiers          | Fedor den Hertog       | Joseph Borguet (nl)     |
| 1980  | Eddy Vanhaerens        | Jan Aling (nl)         | Michel Vaarten          |
| 1981  | Paul De Keyser         | Gérard Blockx          | Frans Van Looy          |
| 1982  | Jan Bogaert            | Yvan Lamote            | Guido Van Sweevelt      |
| 1983  | Freddy Maertens        | Walter Dalgal          | Jozef Lieckens          |
| 1984  | Gery Verlinden         | Jean-Marie Wampers     | Dominique Turcksin      |
| 1985  | Alain De Roo           | Willy Teirlinck        | Jan Bogaert             |
| 1986  | Eddy Planckaert        | Frank Hoste            | Jelle Nijdam            |
| 1987  | Rik Van Slycke         | Bruno Geuens           | Jean-Marc Vandenberghe  |
| 1988  | Ludo Giesberts         | Jean Habets (nl)       | Bruno Geuens            |
| 1989  | Benny Van Brabant      | Michel Cornelisse      | Jean-Paul van Poppel    |
| 1990  | Jelle Nijdam           | Jan Bogaert            | Johan Capiot            |
| 1991  | Ludo Giesberts         | Didier Priem           | Jean-Pierre Heynderickx |
| 1992  | Michel Cornelisse      | Patrick Roelandt       | Rober van de Vin        |
| 1993  | Wim Omloop             | Rober van de Vin       | Peter De Frenne         |
| 1994  | Peter Spaenhoven (nl)  | Frédéric Moncassin     | Hans De Meester         |
| 1995  | Niko Eeckhout          | Hans De Meester        | John van den Akker      |
| 1996  | Andy De Smet           | Jelle Nijdam           | Bart Heirewegh          |
| 1998  | Scott Guyton           | Erwin Thijs            | Nico Renders            |
| 1999  | Raymond Meijs          | Juris Silovs           | Frank Corvers           |
| 2000  | Leif Hoste             | Bart Heirewegh         | Berry Hoedemakers (nl)  |